# Herrenhaus Dannenwalde

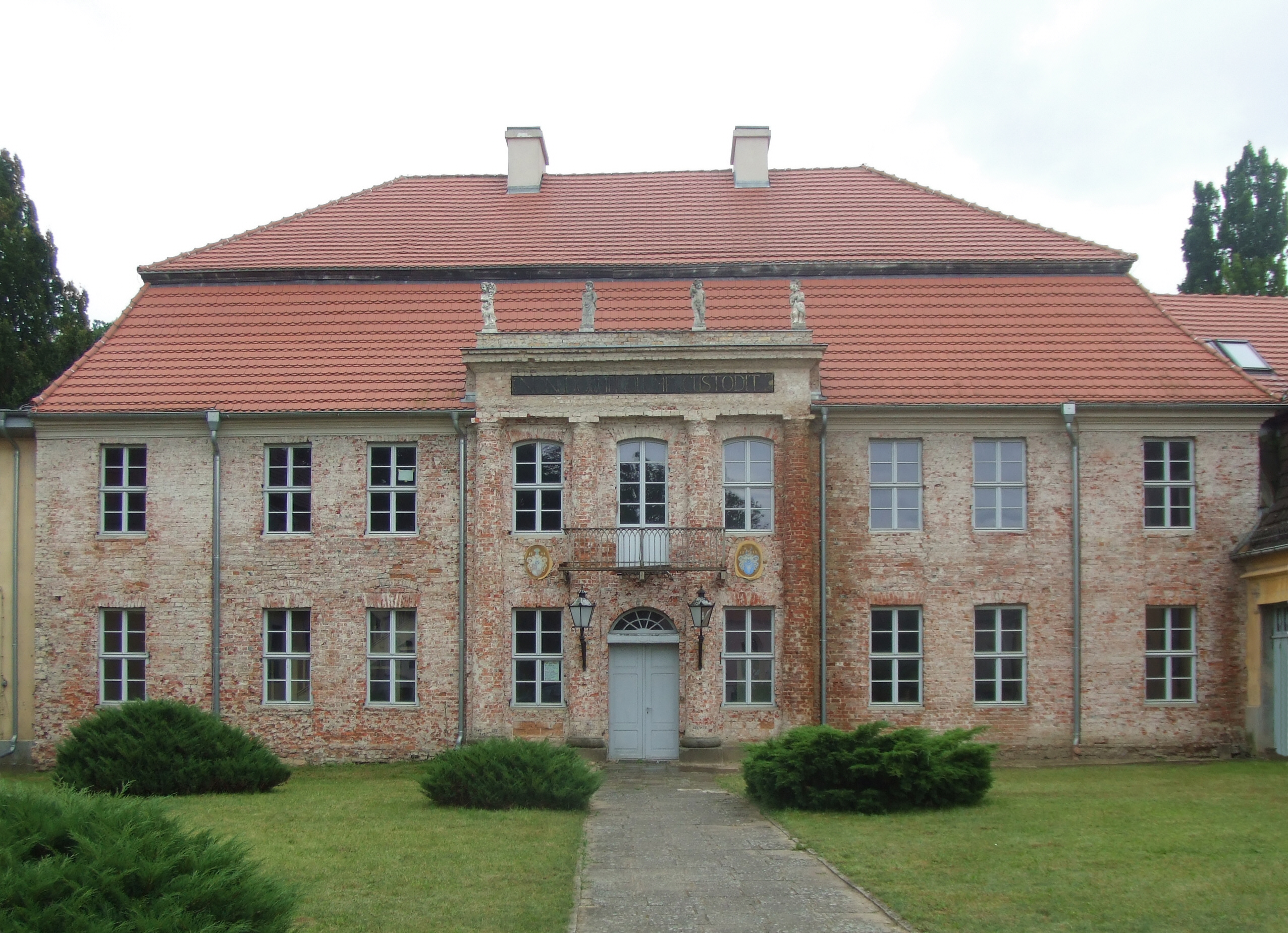
Herrenhaus Dannenwalde, Corps de Logis, Frontansicht unverputzter Zustand im Jahr 2007

Das Herrenhaus Dannenwalde steht in Dannenwalde, einem Ortsteil von Gransee, und war der Mittelpunkt einer Gutsanlage. Es stammt aus dem späten 17. Jahrhundert, wurde jedoch in den folgenden Jahrhunderten immer wieder erheblich umgebaut. Die heute erhaltene Bausubstanz wurde zuletzt 1937 verändert. Das Herrenhaus besteht aus einem Corps de Logis, mit zwei Seitenflügeln, die einen Ehrenhof bilden. Gegenüber dem Haupteingang auf der Symmetrieachse des Anwesens steht die neogotische Patronatskirche der Familie von Waldow.

## Geschichte
Das Herrenhaus befindet sich heute im Ortsteil Dannenwalde der brandenburgischen Stadt Gransee. Bis 1934 gehörte das Gut Dannenwalde jedoch zu Mecklenburg-Strelitz, bis 1950 zum Land Mecklenburg und gelangte dann mit dem Fürstenberger Werder an Brandenburg. Vermutlich war Dannenwalde als ritterliches Lehngut schon im frühen Mittelalter im Besitz des Geschlechtes von Priegnitz, das die Grundherrschaft dort bis ins 15. Jahrhundert ausübte. Danach gehörte das Gut verschiedenen Familien der alteingesessenen mecklenburgischen Ritterschaft, wie den Familien Buch und Kospoth.

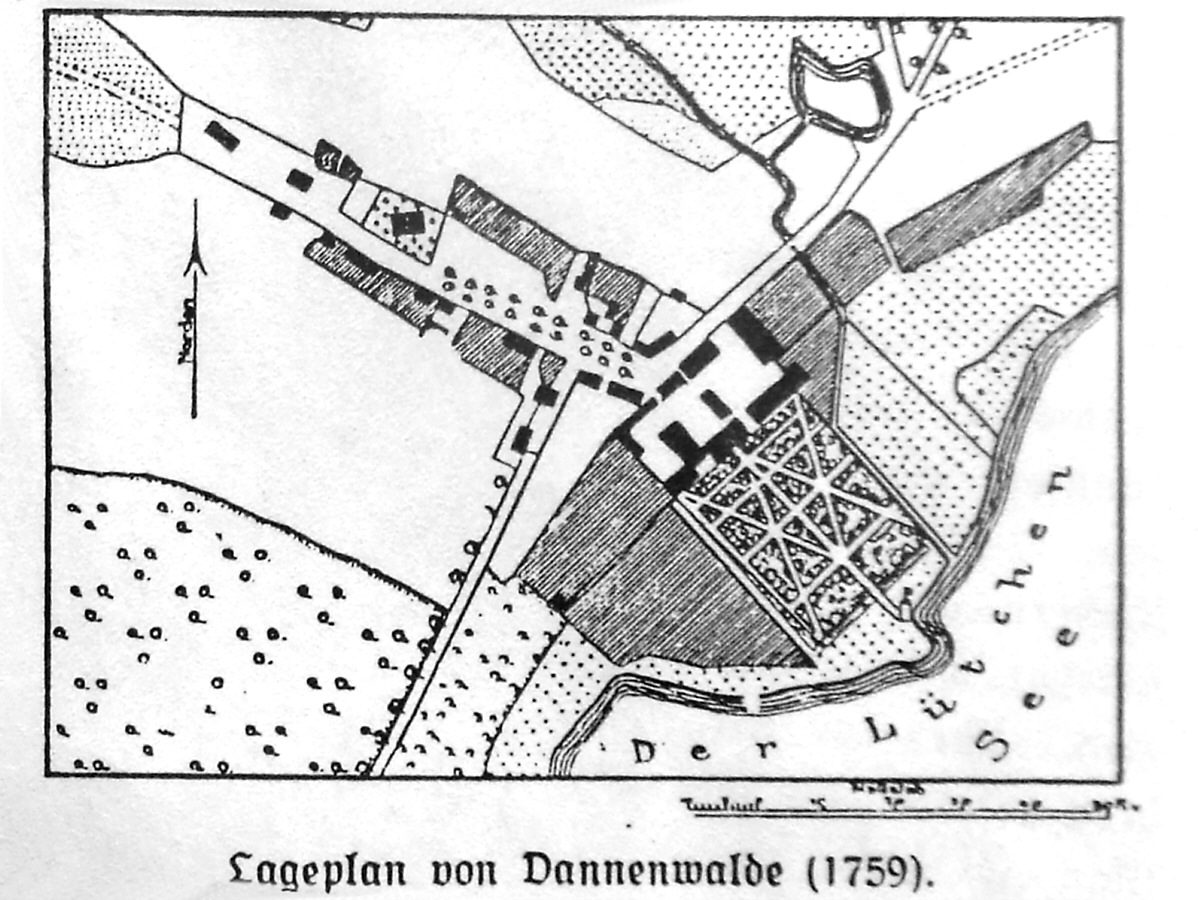
Lageplan von 1759 mit Gutshaus und Dorf sowie barock gestaltetem Garten

Im Jahr 1692 verpfändeten die Vormünder des Ernst Friedrich von Buch das Gut an die Familie von Waldow, an den mecklenburgischen Kammerrat, mecklenburgischen Oberschenk und Kommendator der Johanniterkommende Werben in der Altmark, Adolf Friedrich I. von Waldow (1659–1717) auf Königswalde. Waldow wurde 1707 damit belehnt. Adolf Friedrich II. von Waldow (1698–1754), verheiratet mit Dorothee Wilhelmine von Wedel (1705–1779), folgten in der Erbfolge, ihnen wiederum Adolf Friedrich III. von Waldow (1725–1801), jeweils in Verbindung mit Königswalde. Vize-Landmarschall, dann Oberlandmarschall Ferdinand Heinrich Thomas von Waldow-Dannenwalde (1765–1830) war mit der Diplomatentochter Albertine von Junck liiert, die in Berlin einen Gesellschaftssalon führte. Um 1842 war Kammerherr Franz von Waldow Dannenwalder Gutsbesitzer und stimmte einem neuen Grenzverlauf zwischen Mecklenburg und Brandenburg zu. Dann vererbte sich Dannenwalde über Wilhelm Achatz August von Waldow-Fürstenau-Stubbenhagen-Sophienwalde (1771–1848), er war auch kgl. preuß. Major und Landesdirektor. Anfang des 19. Jahrhunderts war auf Empfehlung von Karl Dietrich Hüllmann der später bekanntgewordenen Pädagoge Wilhelm Harnisch Hauslehrer für die Kinder der Familie von Waldow-Dannenwalde. 1868 soll der Literat Alexander von Ungern-Sternberg auf Gut Dannenwalde gestorben sein, welches damals seinem Schwager, dem kgl. preuß. Oberforstmeister, August von Waldow (1820–1906) und dessen Frau Elisabeth von Rochow-Plessow (1826–1904) gehörte; anderen Quellen zufolge aber in Dresden. August Hans Wilhelm von Waldow erhielt im Frühjahr 1906 seitens des Landesherrn als Gutsherrn-Nachfolger den Mutschein. Das Gut blieb bis zur Enteignung 1945 im Eigentum der Familie von Waldow. Der namhafteste Eigentümer aus dieser Familie war der preußische Politiker und Ehrenkommendator des Johanniterordens Wilhelm von Waldow. Letzter Gutsbesitzer war sein Sohn, der Jurist und Notar, Dr. jur. Franz von Waldow (1894–1961); dieser starb in Göttingen.
1941 wurden für die Verfilmung des Romans Der Weg ins Freie von Arthur Schnitzler (Regie: Rolf Hansen) einige Szenen unter anderem mit Zarah Leander im Ehrenhof des Herrenhauses gedreht. Zu sehen sind die Außenanlagen und der Gutshof, wenige Jahre vor der Plünderung und des teilweisen Verfalls.
Kurz nach dem Zweiten Weltkrieg wurde das Haus ausgeplündert, blieb jedoch unzerstört. Während der DDR-Zeit war in dem Gebäude eine nach dem kommunistischen Widerstandskämpfer Karl Sperling benannte Oberschule untergebracht. Im Jahr 1990 war das Gebäude weitgehend verwahrlost. Das Haus wurde darauf vom Verein der Naturfreunde als Unterkunft für Radwanderer genutzt.
Seit Ende der neunziger Jahre stand das Hauptgebäude leer. Die Sanierung des Dachs wurde bis 2007 abgeschlossen, die Sanierung der Innenräume stand noch aus. Im Jahr 2016 wurde die Frontfassade des Corps de Logis, die seit vielen Jahren unverputzt geblieben war, saniert und neu verputzt. In den Seitengebäuden befinden sich Wohnungen.
Die bis 1990 ebenfalls stark heruntergekommene „Kirche am Weg“ ist inzwischen saniert worden und dient Radwanderern als Einkehrmöglichkeit, die den Ort auf dem Radweg Berlin–Kopenhagen passieren.

## Architektur
Das heutige Herrenhaus wurde Ende des 17. Jahrhunderts – angeblich auf den Resten einer alten Burganlage, zumindest unter Verwendung eines Vorgängerbaus aus dem 16. Jahrhundert – gebaut. Die Kelleranlage ist deutlich älter als das darauf stehende Haus. Die Anlage umfasste das Haupthaus mit zwei Seitengebäuden sowie getrennt davon einen Gutshof. Ende des 18. Jahrhunderts wurden die Gebäude im Rokokostil überarbeitet. Der Baumeister ist in Preußen zu vermuten, Ähnlichkeiten mit dem Herrenhaus Neuhardenberg und dem Schloss Rheinsberg vor den jeweiligen Umbauten sind unverkennbar. Um 1810, 1908 und 1937 hat man das Herrenhaus vor allem im Inneren erneut verändert.

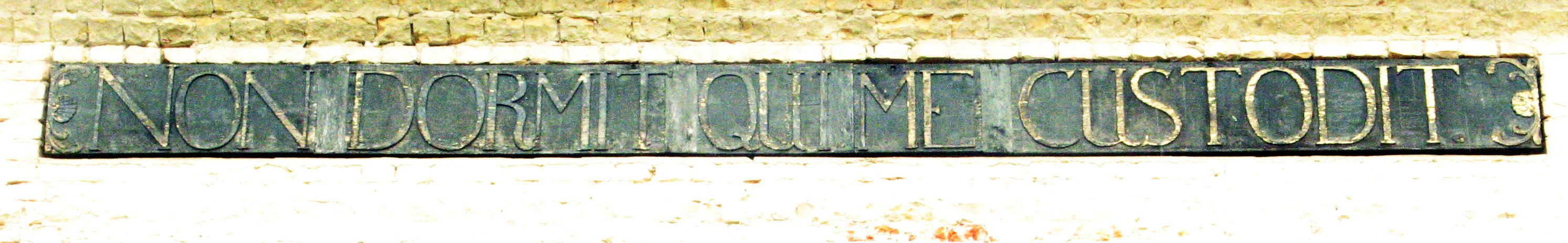
„NON DORMIT QUI ME CUSTODIT“ („Der mich behütet, schläft nicht“)

Das neunachsige Corps de Logis umfasst zwei Stockwerke unter einem Mansarddach. Der Mittelrisalit ist mit einem Säulenportal aus vier Halbsäulen verziert, die die Inschrift Non dormit qui me custodit („Der mich behütet, schläft nicht“; nach Psalm 121,3) tragen. Darüber befinden sich vier kleine Putten in Form der vier Jahreszeiten. Über der Eingangstür befindet sich ein kleiner Balkon, zu beiden Seiten sind die Wappen der Familien von Waldow und Bismarck angebracht. Die beiden Seitengebäude, links das Kavaliershaus und rechts das Wirtschafts- und Gesindehaus, von denen nur das rechter Hand gelegene mit dem Haupthaus unmittelbar verbunden ist, sind einstöckig.
Auf der Gartenseite fehlt die früher vorhandene Treppe zum Garten. Das Portal in der Mitte der Gartenfront ist erhalten, der darüberliegende Balkon nur noch sehr baufällig und ohne intaktes Geländer erhalten. Von dem gepflasterten Platz unterhalb des Hauses führt eine breite Freitreppe in den darunter gelegenen Garten mit altem Baumbestand zu den Seiten.

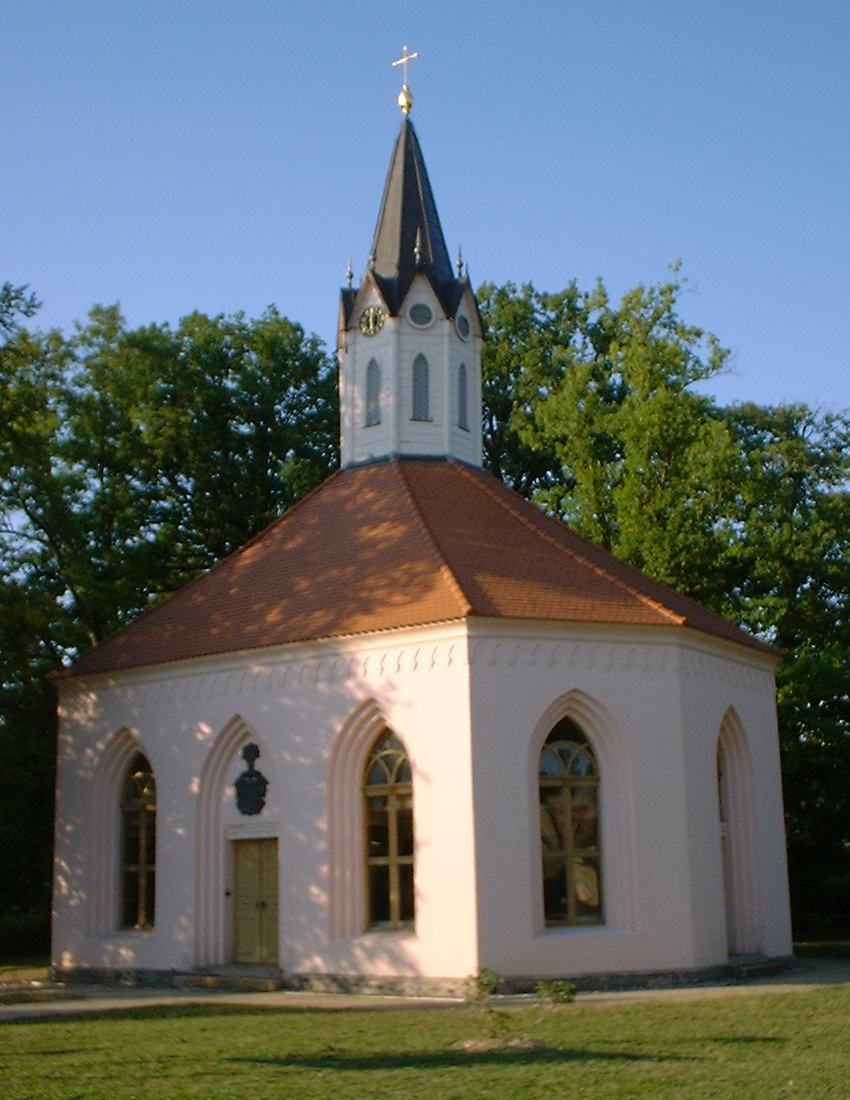
Patronatskirche Dannenwalde

Die einstöckige Patronatskirche des damaligen Gutseigentümers, des Vize-Landmarschalls und Commendators des Johanniterordens Ferdinand Thomas von Waldow (1765–1830), erbaute der Baumeister Hermann aus Zehdenick, ein Schüler Gillys, bzw. Schinkels im Jahr 1821 im neugotischen Stil auf einem langgestreckt-achteckigen Grundriss. Das Gebäude ersetzte einen baufälligen mittelalterlichen Vorgängerbau.
Die Kirche wurde bis 1975 für Gottesdienste genutzt und verfiel danach zunehmend. In den 1990er Jahren war die Kirche durch eindringende Feuchtigkeit vom Einsturz bedroht. Orgel, Emporenbrüstungen und das gusseiserne Familienwappen der Familie von Waldow waren gestohlen worden. Die Kirche wurde deshalb 1995 geschlossen. Eine private Initiative zur Erhaltung der Kirche setzte sich jedoch gemeinsam mit der Kirchengemeinde für die Sanierung ein, so dass die Kirche an Ostern 1998 wieder eingeweiht werden konnte. Eine Sanierung des Innenraums steht noch aus.
Die Familie von Waldow führte in Verbundenheit zu Schloss und Kirche 1999 ihren Familientage durch.

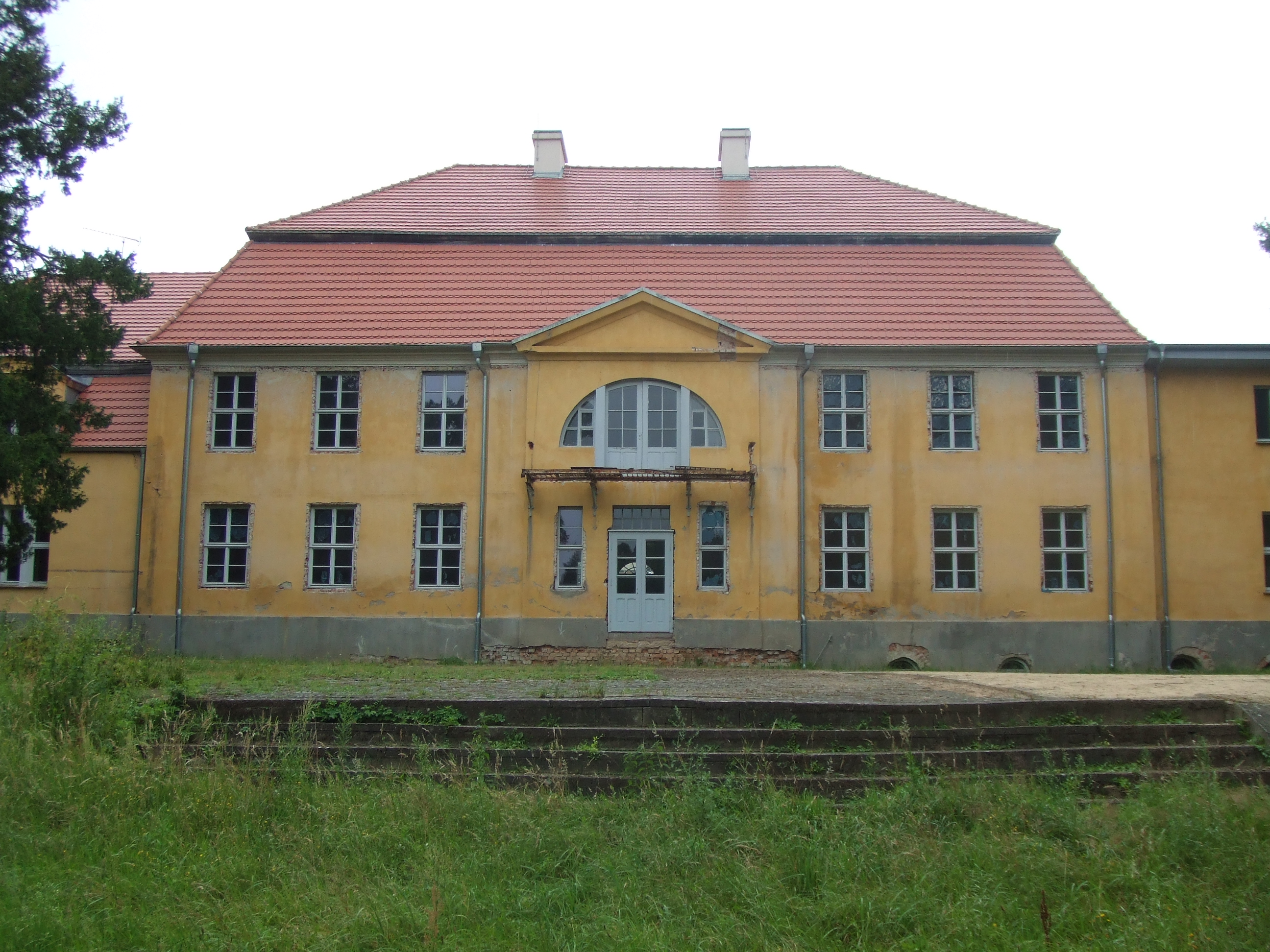
Gartenseite des Herrenhauses, teilsanierter Zustand 2007
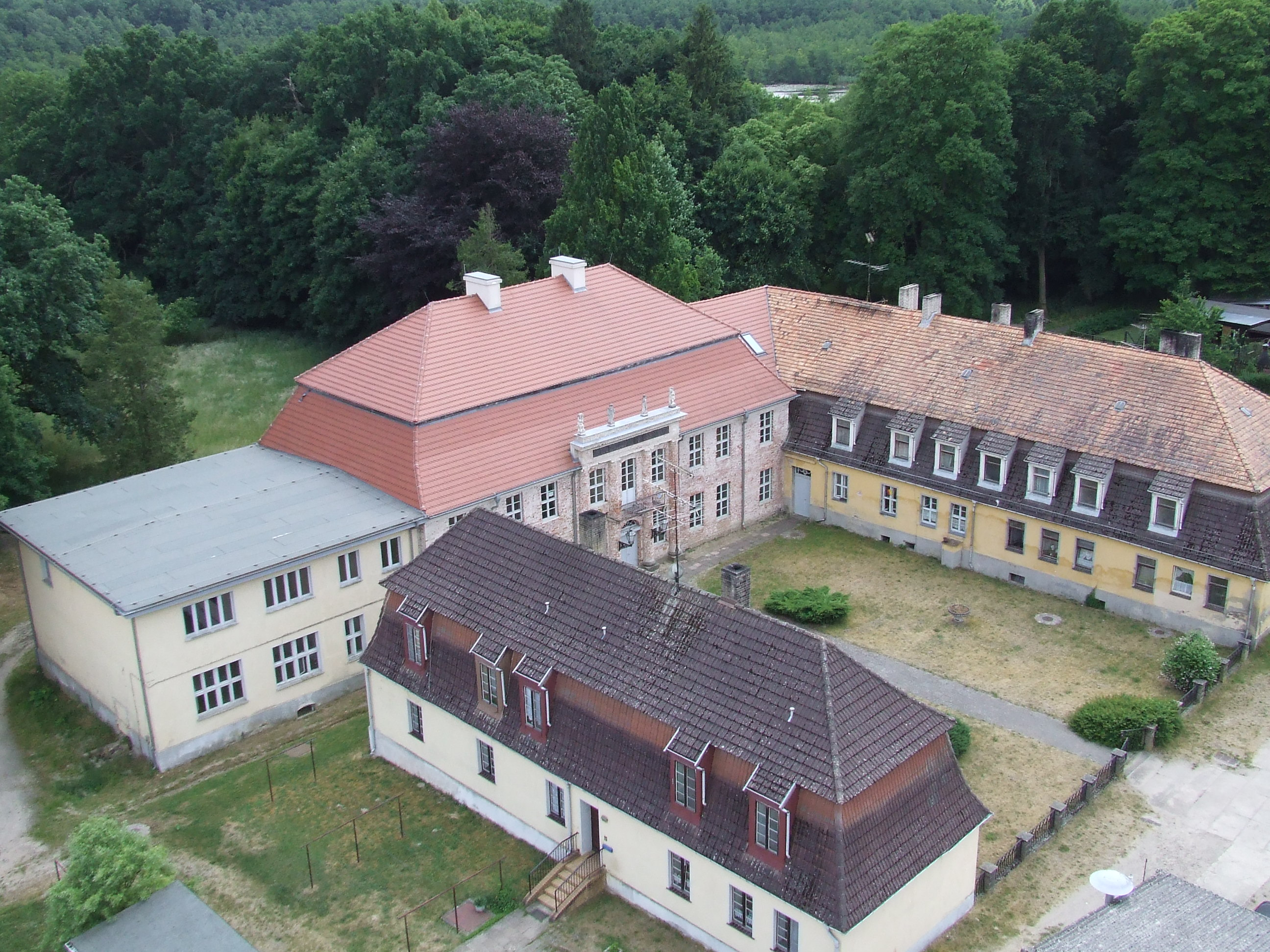
Luftbild, im Hintergrund das Fließ zwischen Kleinem und Großem Wentowsee
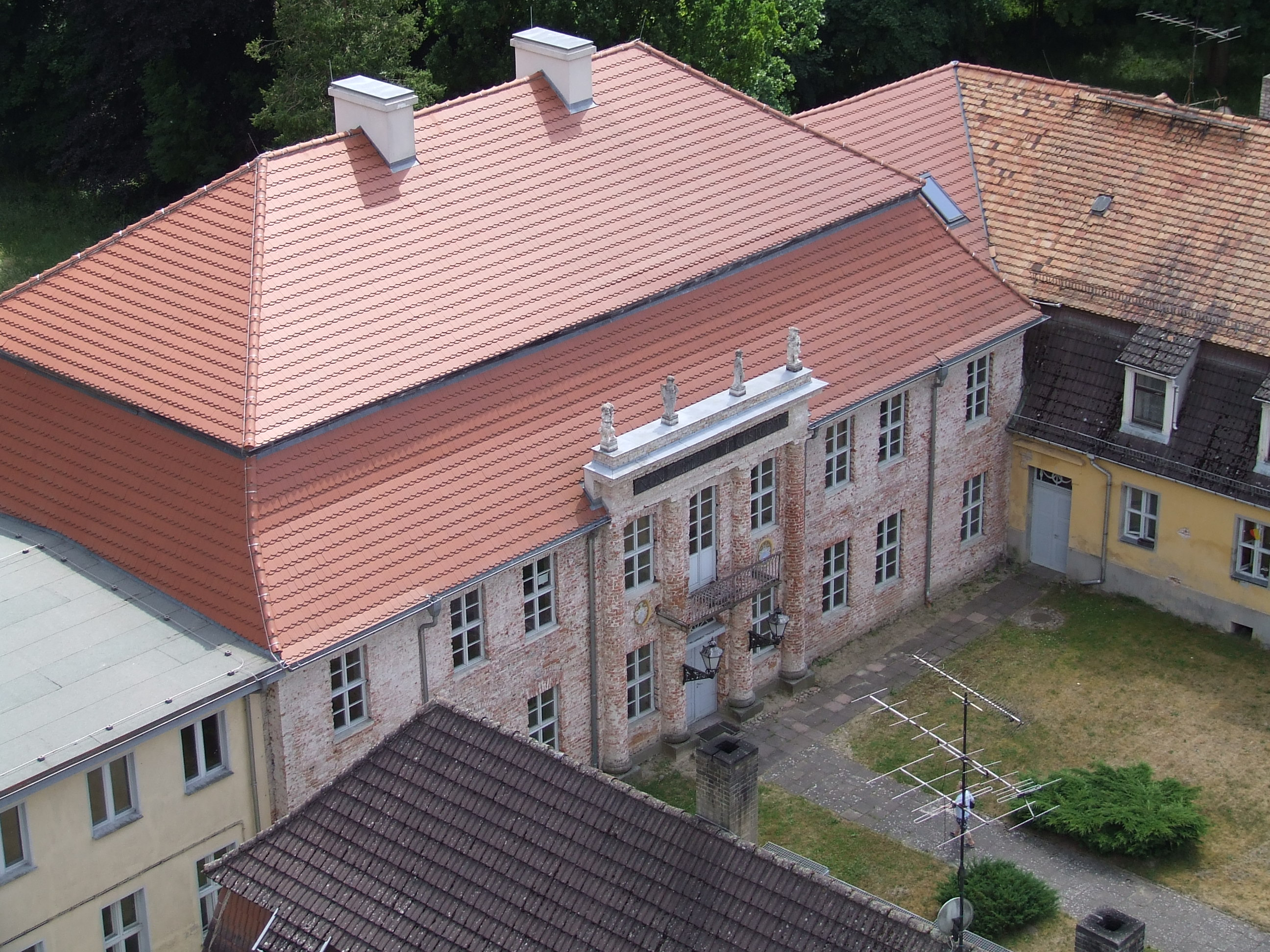
Corps de Logis, Luftbild
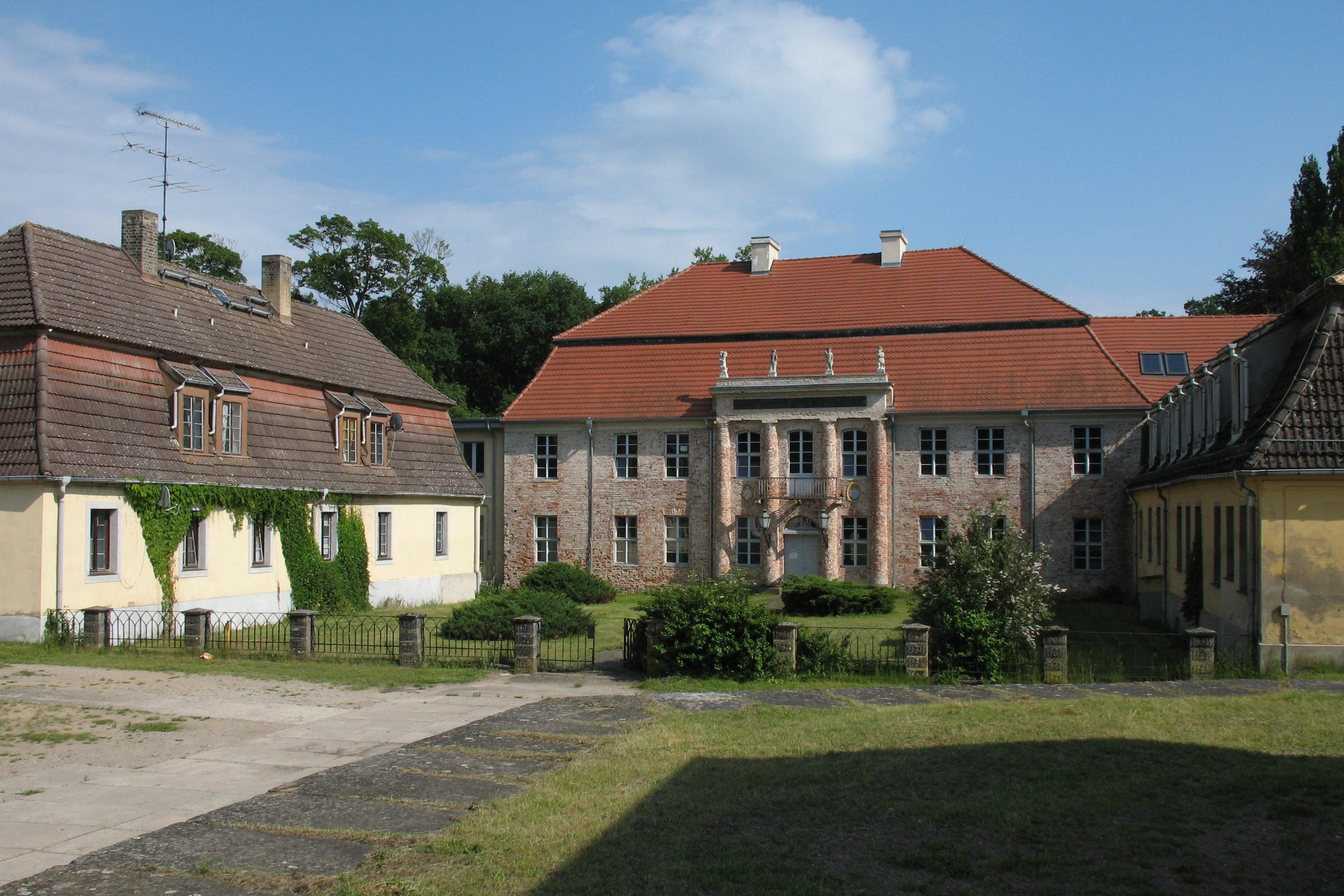
Zustand 2010
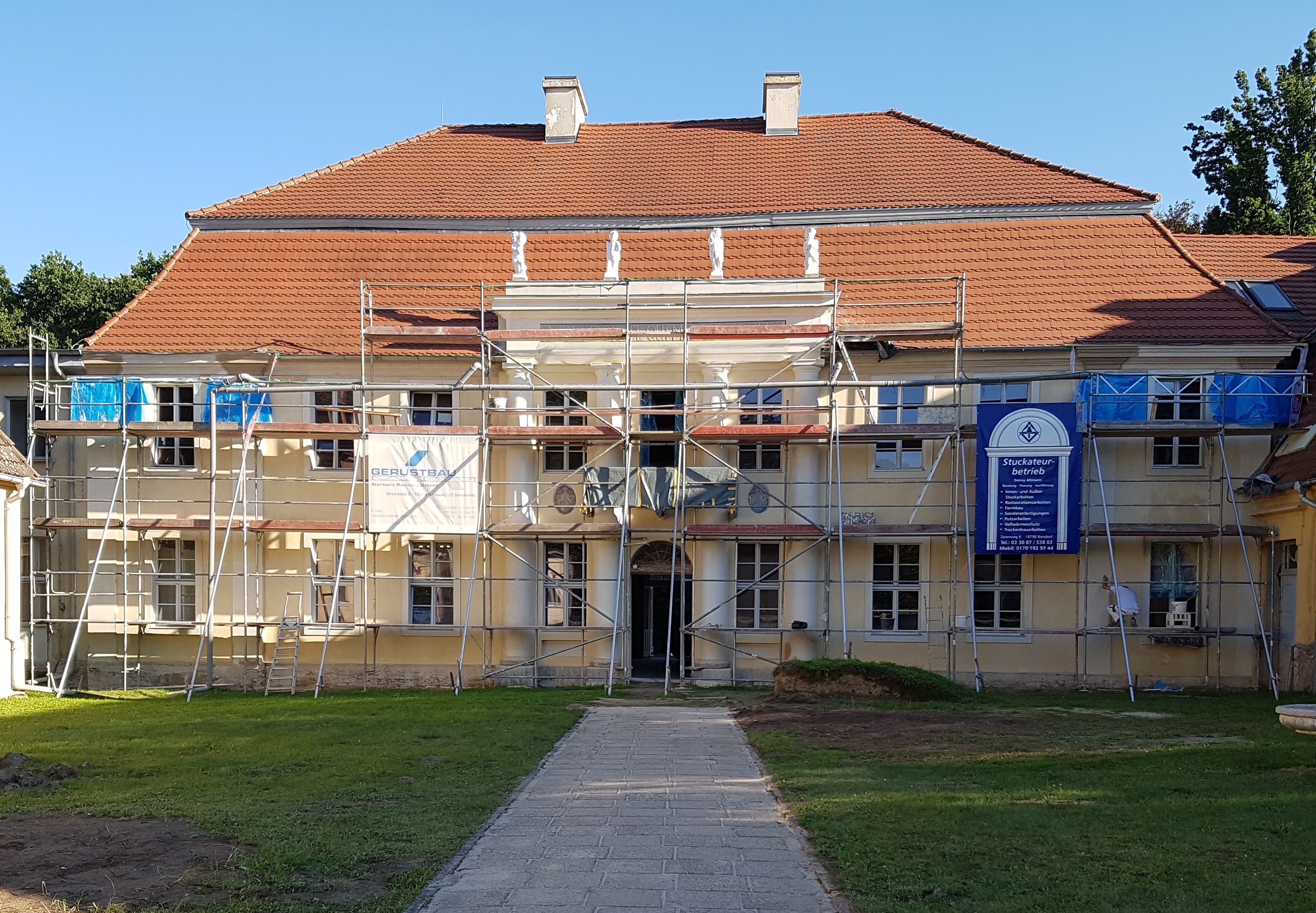
Fassadenrenovierung (2016)
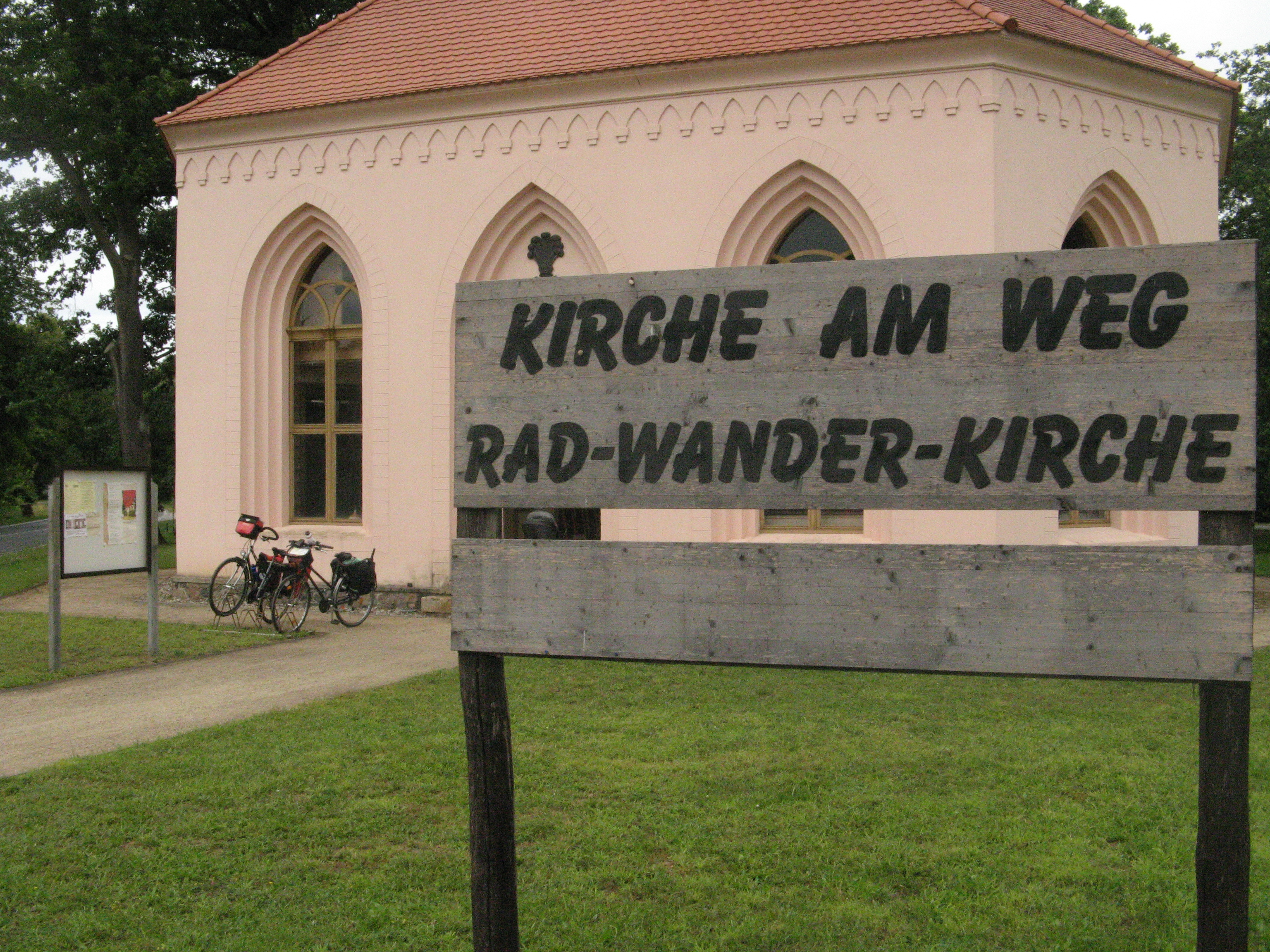
Kirche Dannenwalde

## Weitere Literatur
- Hans Friedrich von Ehrenkrook, Jürgen Thiedicke von Flotow-Stuer: Genealogisches Handbuch der Adeligen Häuser, A (Uradel) 1957, Band III, Band 15 der Gesamtreihe GHdA, Hrsg. Deutsches Adelsarchiv, C. A. Starke, Glücksburg/Ostsee 1957, S. 494 f. ISSN 0435-2408
- Walter von Hueck, Friedrich Wilhelm Euler: Genealogisches Handbuch der Adeligen Häuser, A (Uradel) 1985, Band XVIII, Band 87 der Gesamtreihe GHdA, Hrsg. Deutsches Adelsarchiv, C. A. Starke, Limburg/Lahn 1985, ISBN 3-7980-0787-X. ISSN 0435-2408
- Wilhelm Spatz, Willy Hoppe: Die Geschichte derer von Waldow. R. Rohde, Berlin 1927, S. 138. DNB 362372438
- Stammtafel der Familie von Waldow-Dannenwalde, in: Georg Schmidt: Familie von dem Borne mit den namenspverwandten Geschlechtern, Commissionsdruck P. Steffenhagen, Merseburg 1887, S. 384.